# Carlos Moratorio
Carlos Moratorio (n. 10 noiembrie 1929, La Cruz⁠(d), Provincia Corrientes, Argentina – d. 7 martie 2010, Tandil⁠(d), Buenos Aires, Argentina) a fost un călăreț ce a reprezentat Argentina, medaliat olimpic. A participat la 3 ediții ale Jocurilor Olimpice (1960, 1964, 1968) în care a câștigat o medalie de argint.